# Capurso
Capurso è un comune italiano di 15 015 abitanti della città metropolitana di Bari in Puglia. Si trova a circa 6 km a sud-est del capoluogo. La cittadina è nota principalmente per il culto della Madonna del Pozzo, a cui nel 1778 è stata eretta una grande basilica, nominata successivamente da Pio IX "reale basilica pontificia minore".

## Geografia fisica

### Clima
Il clima di Capurso è tipicamente mediterraneo, con inverni miti ed estati caldo aride. Le temperature nelle aree più interne sono caratterizzate da clima temperato, mentre in prossimità della costa adriatica risentono dell'azione mitigatrice del mare. Nella tabella sottostante sono riportati i valori medi che si registrano nel territorio del litorale barese, di cui anche il territorio di Capurso fa parte:
| Mese                       | Mesi | Mesi | Mesi | Mesi | Mesi | Mesi | Mesi | Mesi | Mesi | Mesi | Mesi | Mesi | Stagioni | Stagioni | Stagioni | Stagioni | Anno |
| Mese                       | Gen  | Feb  | Mar  | Apr  | Mag  | Giu  | Lug  | Ago  | Set  | Ott  | Nov  | Dic  | Inv      | Pri      | Est      | Aut      | Anno |
| -------------------------- | ---- | ---- | ---- | ---- | ---- | ---- | ---- | ---- | ---- | ---- | ---- | ---- | -------- | -------- | -------- | -------- | ---- |
| T. max. media (°C)         | 11,7 | 12,6 | 14,8 | 18,3 | 22,8 | 26,9 | 29,4 | 29,6 | 26,1 | 21,2 | 16,9 | 13,4 | 12,6     | 18,6     | 28,6     | 21,4     | 20,3 |
| T. min. media (°C)         | 5,0  | 5,2  | 6,9  | 9,3  | 13,2 | 17,1 | 19,7 | 19,8 | 17,0 | 13,3 | 9,5  | 6,6  | 5,6      | 9,8      | 18,9     | 13,3     | 11,9 |
| Precipitazioni (mm)        | 57   | 69   | 52   | 41   | 36   | 29   | 21   | 27   | 51   | 63   | 66   | 61   | 187      | 129      | 77       | 180      | 573  |
| Umidità relativa media (%) | 76,2 | 74,9 | 73,5 | 71,4 | 69,1 | 65,4 | 61,8 | 63,2 | 69,4 | 75,0 | 76,4 | 76,8 | 76,0     | 71,3     | 63,5     | 73,6     | 71,1 |

Fonte:  Cima del Litorale barese, su biopuglia.iamb.it. URL consultato il 4 maggio 2022 (archiviato dall'url originale il 6 maggio 2006).

## Origini del nome
Deriva dal latino Capurtius o Caprutius o da un nome di famiglia Capursus o Capudursus o caput ursi ("Capo d'Orso").
Ma sull'origine del toponimo Capurso ci sono varie interpretazioni alcune delle quali piuttosto fantasiose. Secondo una corrente di pensiero (Pacifico e D'Addosio) il nome della città sarebbe derivato da Orso, figlio di Ajone, principe di Bari e Benevento, nell'anno 888 d.C. Un'altra teoria, sostenuta dal Roppo (avvocato capursese), fa risalire l'origine del nome a Urso o Ursone, nome molto frequente nel Medioevo. Il poeta Torricella associò il nome della città all'orsa polare, ma sicuramente la più suggestiva e affascinante delle interpretazioni è quella legata alla leggenda dell'orso che riscuote grandi consensi su base popolare. Secondo tale leggenda, il nome della città sarebbe derivato dalla testa di un orso (caput ursi), ucciso dai primi abitanti del luogo, posta su un carro e fatta trainare dai buoi. Il paese sarebbe sorto nel punto in cui il carro fermò la sua corsa. Al di là di leggende e interpretazioni suggestive, studi recenti ritengono che la voce Capurso derivi da quei nomi che, nati come appellativi, acquistano poi il valore di sostantivo. Così da locus caprutius ("luogo di capre") sarebbe derivato Caprutius e quindi Capurso.

## Storia
Recentemente in località San Pietro è stato rinvenuto un villaggio dell'età del rame risalente al IV millennio a.C. e resti risalenti a 10 000-15 000 anni fa.
L'origine di Capurso è da collocare intorno all'anno Mille. Tracce della sua esistenza si ritrovano, anzi, già prima dell'anno Mille, come si evince dagli affreschi ritrovati nella Grotta di Santa Barbara nell'omonima contrada. Capurso è passata attraverso varie dominazioni straniere, subendo spesso devastazioni e rovine. Nel corso dei secoli si sono infatti succedute le dominazioni normanne, sveve e angioine. Solo con l'avvento degli Aragonesi e, soprattutto per merito della politica illuminata della Regina Bona Sforza, la cittadina assume una sua dignità civica. Con la morte della regina Sforza il feudo passò nelle mani dei Marchesi Pappacoda che dominarono Capurso per due secoli dal 1556 al 1775 e per cui volontà sorse un palazzo marchionale (spesso impropriamente definito castello) andato però distrutto.  Nel 1666 viene costruita, da parte del medico Nunzio Rocca, la chiesetta dedicata alla Madonna del Carmine nella antica zona antistante il castello (ora Piazza Gramsci) come testimonia la scritta sulla facciata della struttura, anche se gli architravi all'interno facciano pensare ad una struttura più antica già esistente. La rivoluzione francese ebbe i suoi effetti anche su Capurso nella quale si svilupparono fermenti liberali sostenitori di una Repubblica partenopea in contrapposizione alla dominazione Borbonica. Tale spirito "rivoluzionario" si evidenziò anche durante il periodo dei moti carbonari con la presenza di un associazionismo segreto di stampo liberale. Il sacrificio dei capursesi nelle due guerre mondiali è testimoniato dalla statua di bronzo presente nella villa comunale. La fine della guerra e del ventennio fascista rappresentano un nuovo punto di partenza per la cittadina che avvia la propria ricostruzione sociale ed economica.

### Simboli
Lo stemma e il gonfalone del comune di Capurso sono stati riconosciuti con decreto del capo del governo del 9 febbraio 1935.
Il gonfalone è un drappo di rosso.

## Monumenti e luoghi d'interesse
Dal punto di vista architettonico, per Capurso emerge, prima di ogni altra cosa, il suo centro storico, di impianto tipicamente medievale, con i suoi bassi, con le corti, i gaifi o vignali, gli archi, le viuzze lastricate, su cui si affacciano le pochissime case “palazziate”, con bugne (palazzo D'Addosio) e antefisse scolpite con dignità artistica.

### Edifici storici
Gli edifici di maggior pregio architettonico di Capurso sono la Chiesa Madre, del XVI secolo, il convento di San Francesco da Paola, del 1300, i palazzi baronali, le varie chiesette sparse nel centro storico e il Santuario Basilica della Madonna del Pozzo in stile tardo-barocco.

### Laura di Santa Barbara
Molto interessante la Laura Basiliana presente nella contrada campestre di Santa Barbara. Al di sotto del livello stradale di un sentiero sterrato nei pressi del cimitero comunale è presente una piccola grotta, collocata in una campagna appartenente a privati, nella quale è ritratta l'icona di una Madonna. La Madonna di Santa Barbara è un'icona bizantina che ritrae la Vergine a mezzo busto che sorregge sul braccio destro il Bambino Gesù benedicente. Oggi questa importante testimonianza basiliana è abbandonata ed in rovina.

### Architetture religiose
- Chiesa madre del Ss. SalvatoreBasilica di Santa Maria del Pozzo

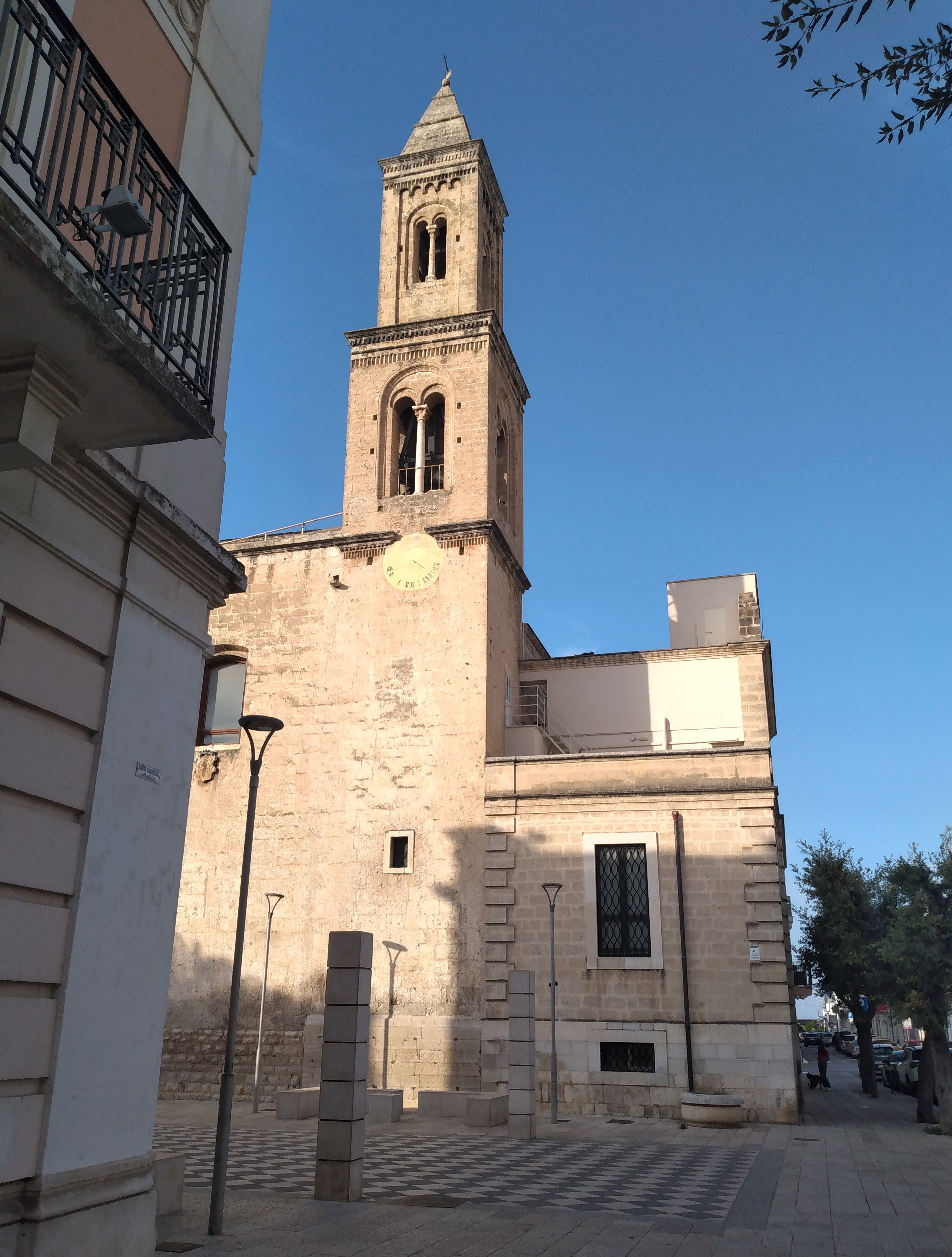
Chiesa madre del Ss. Salvatore

- Chiesetta del Pozzo, edificata sul pozzo dove al suo interno, il 30 agosto 1705, don Domenico Tanzella trovò l'affresco di Santa Maria, oltre a diverse tele raffiguranti vari miracoli della Vergine, presente una statua in cartapesta leccese della Madonna dell'artista Raffaele Caretta, e una statua raffigurante San Michele. Fa parte dei beni architettonici del Santuario.
- Chiesa madre del Ss. Salvatore (detta di San Giuseppe, poiché all'interno è venerata la statua del santo Patrono), nel cuore del paese, importante sito datato 1500, al suo interno numerose tele di arte napoletana e svariati simulacri della tradizionale cartapesta leccese. Importante per il valore affettivo del paese la statua in legno del santo patrono di Capurso San Giuseppe del 1725 dell'artista Filippo Altieri. Al suo interno si conserva un olio su tela recentemente attribuito alla bottega di Paolo Finoglio, copia di un Cristo e l'Adultera dello stesso autore conservato a Lecce.
- Chiesa e convento di San Francesco da Paola, innumerevoli tele e affreschi fanno parte del complesso conventuale. Da notare i simulacri di Santa Filomena e San Francesco da Paola, tra le più antiche statue del paese.
- Chiesa della Madonna delle Grazie (detta di Santa Lucia, poiché all'interno è venerata la statua della martire), sull'altare maggiore l'affresco datato 1600 della Madonna delle grazie tra i santi Nicola e Sebastiano. Di notevole fattura la statua processionale di Santa Lucia attribuita alla bottega leccese Sacquegna, della fine dell'Ottocento. Fa parte dei beni architettonici della Parrocchia Ss. Salvatore.
- Chiesa di San Antonio Abate, al suo interno troviamo le statue ottocentesche della passione del Venerdì Santo, l'affresco dell'ultima cena attribuito ad un artista locale e la statua in legno di Sant'Antonio Abate. Fa parte dei beni architettonici della Parrocchia Ss. Salvatore.
- Chiesetta della Madonna del Carmine (detta anche del Purgatorio), edificio rimasto invariato dalla sua creazione nel 1666, al suo interno un pregiato altare in marmo e la statua processionale della Madonna del Carmine scolpita dall'artista barese Salvatore Bruno. Presente anche una statua in cartapesta della Madonna degli Angeli e Grazie e un antico medaglione raffigurate il Sacro Cuore di Gesù. Da notare all'interno sull'architrave un quadro raffigurante l'Ultima Cena. Fa parte dei beni architettonici della Parrocchia Ss. Salvatore.
- Chiesetta di San Antonio da Padova, all'interno l'effige dei primi dell'Ottocento, in cartapesta del santo di Padova e una Madonna del rosario. Fa parte dei beni architettonici della Parrocchia Ss. Salvatore.
- Cappella di San Gaetano, sulla collina di Pacifico (di proprietà privata)
- Sacello votivo del Crocifisso: È collocato in prossimità del passaggio a livello in Via Triggiano. Il piccolo edificio ad ambiente unico, come riportato nelle targhe esterne, è stato restaurato nei primi anni '90. Protagonisti del restauro, un gruppo di devoti provenienti da Triggiano che settimanalmente, il giovedi e ogni 23 del mese, praticavano un pellegrinaggio a piedi verso il Santuario.Il sacello presenta al suo interno un altare a muro dove in sommità è incastonato un Crocifisso e ai suoi piedi sono esposte le immagini della Madonna del Pozzo e della Madonna di Crosia.

## Società

### Evoluzione demografica
Abitanti censiti

### Etnie e minoranze straniere
Gli stranieri residenti a Capurso al 31 dicembre 2019 erano 145, pari allo 0,93% della popolazione complessiva. Le comunità più numerose sono:
- Romania 35
- Albania 25

### Tradizioni e folclore

#### Il culto della Madonna del Pozzo
La devozione verso la Madonna del Pozzo è una delle più importanti nella terra pugliese e in Italia. Il culto di Santa Maria del Pozzo ha origine nel 1705, quando il sacerdote capursese don Domenico Tanzella affetto da grave malattia, a seguito di una visione della Santa Vergine che lo invitava a bere dell'acqua del pozzo che ancora oggi si trova nella contrada Piscino, guarì miracolosamente. Il sacerdote il 30 agosto 1705, per rendersi conto del miracolo di cui era stato beneficiato bevendo l'acqua del Piscino, si recò al pozzo e scendendo con delle scale a pioli al suo interno vi trovò sulla parete che volgeva a mezzogiorno un'icona bizantina che ritraeva una Madonna a mezzo busto con in braccio Gesù bambino benedicente. Diversi avvenimenti prodigiosi si susseguirono sia nella discesa nel pozzo che nel prelievo dell'icona; infatti le candele utilizzate dal sacerdote e da altri tre uomini per illuminare la cavità del pozzo nella discesa caddero nell'acqua ma non si spensero, e nel momento in cui don Domenico decise di portare l'icona al di fuori dal pozzo, la stessa prodigiosamente si distaccò dalla parete e si portò prima nella pozza d'acqua sul piano della cavità e poi tra le braccia del pio sacerdote. Don Domenico sistemò provvisoriamente l'icona di Santa Maria nella sua erigenda cappella dedicata a san Lorenzo. I miracoli in quell'agosto del 1705 furono prodigiosi e immediati e moltitudini di pellegrini incominciarono ad arrivare sempre più numerosi nel piccolo ed allora sconosciuto paesello di Capurso da ogni dove del Regno di Napoli. Da questi fatti ebbe origine il culto della Madonna del Pozzo.

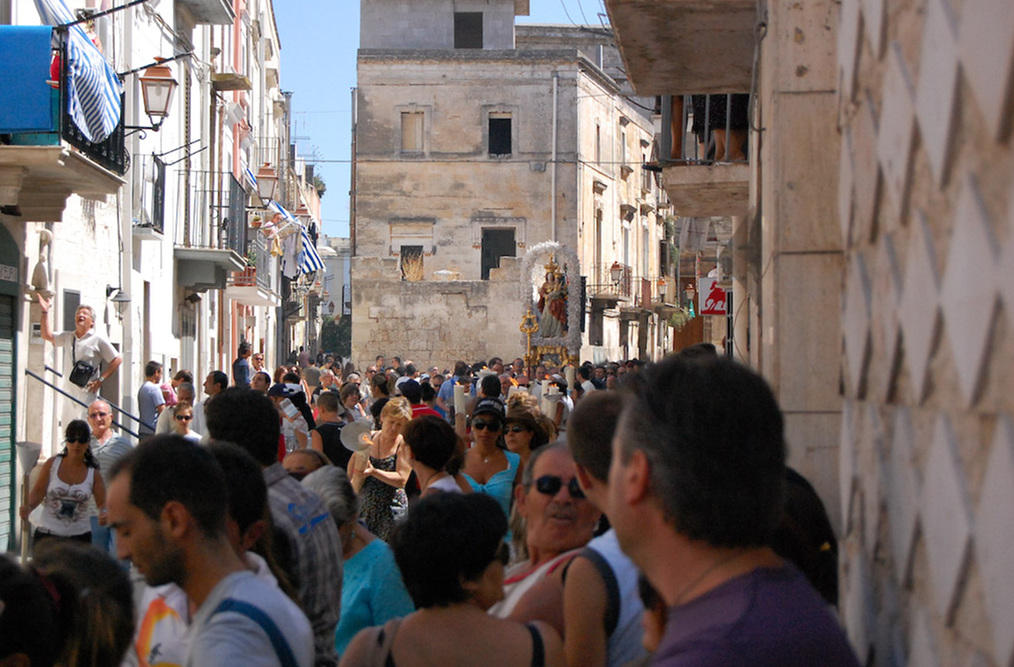
Festa Patronale della Madonna del Pozzo, patrona di Capurso, ultima domenica di agosto

##### I solenni festeggiamenti in onore della Madonna del Pozzo
La festa patronale in onore di Santa Maria del Pozzo, porta a Capurso, nell'ultima domenica d'agosto, una moltitudine di pellegrini. I riti e gli eventi nei giorni di festa sono suggestivi: il venerdì antecedente la festa grande, la processione del "Quadro" che viene portato dalla Cappella del Pozzo al trono allestito nella centrale piazza Umberto I; il sabato, il corteo storico che termina con l'imposizione delle corone auree alla Vergine e a Gesù Bambino; la domenica, la processione mattutina dei ceri votivi con l'immagine lignea della Madonna del Pozzo che dura oltre nove ore e, la sera, la folkloristica processione del carro trionfale, trainato a braccia dai pellegrini provenienti dalla città di Bisceglie; il lunedì, la processione con il rientro del "Quadro" dalla piazza Umberto I alla basilica-santuario. La prima domenica di settembre, si festeggia "L'ottava della festa" in onore della Madonna del Pozzo, i solenni festeggiamenti si concludono con questa ultima celebrazione. Per tutto il mese di settembre ed ottobre, dal 2008, per iniziativa dei frati francescani custodi del santuario, la statua processionale della Madonna del Pozzo, viene portata in pelegrinatio per le città e comuni nei quali risiedono le "compagnie" di pellegrini o che comunque sono legate al culto verso la Vergine di Capurso. 
Il santuario capursese è un importante centro di pellegrinaggi, che si svolgono tutto l'anno e in particolare da maggio a settembre. Gli ultimi dati forniti dalla comunità dei frati, pubblicati nel numero del 4 dicembre 2010 dalla rivista del santuario La Madonna del Pozzo, testimoniano un forte incremento della presenza di pellegrini e visitatori provenienti dall'Italia e dall'estero.

#### La devozione a San Giuseppe
Molto importante il culto per il santo protettore del paese San Giuseppe. Ogni anno tutto inizia il 8 febbraio con l'inizio del mese di preghiera in Chiesa Madre. Il 10 marzo l'avvio della novena solenne, intanto per le vie del centro storico e nelle chiesette, si alestiscono "Gli altarini di San Giuseppe", grandi pani tra ceri, fiori e l'immagine del Santo Patrono. 
Culmine il 18 e 19 marzo con il rito della "Presa dei santi" e le celebrazioni religiose in Chiesa Madre.
La devozione verso San Giuseppe riprende a fine maggio per la festa patronale, con le caratteristiche luminarie, bande, fuochi e le processioni del Quadro e della statua, dove il sindaco consegna le chiavi della città nella piazza principale.

## Cultura

### Istruzione

#### Biblioteche
La Biblioteca Comunale è intitolata a Giuseppe D'Addosio (1770-1834), gentiluomo e letterato del XVIII secolo.

#### Scuole
A Capurso hanno sede quattro scuole dell'infanzia, due scuole primarie e due scuole secondarie di primo grado.

### Cucina
- Spaghetti alle cozze con pomodoro "scannato"
- Fave bianche e cicorie
- Zucchine e fave con buccia
- Soffritto di pomodorini con peperoncino
- Coniglio al forno con patate e lampagioni
- Gnomerielli al fegato di agnellone cotti alla brace
- Sfogliata di cipolle
- Sanguinaccio di maiale

Tra i prodotti tipici ci sono olio extravergine di oliva e uva da tavola.

### Eventi
- Festa di Sant'Antonio Abate, 17 gennaio con accensione dei falò e la tradizionale benedizione degli animali.
- Gli altarini di San Giuseppe nel Centro storico, domenica prima del 19 marzo.
- Festa liturgica di San Giuseppe, 19 marzo.
- Festa parrocchiale di San Francesco da Paola, 2 aprile.
- Riti della Settimana Santa.
- Festa dell'incoronazione della Madonna del Pozzo, 20 maggio.
- Festa patronale di San Giuseppe, patrono di Capurso, ultima domenica di giugno.
- Processione di Sant'Antonio da Padova, 13 giugno.
- Festa rionale della Madonna delle Grazie, 2 luglio (Madonne du Annicchie)
- Festa della Madonna del Carmine, 16 luglio, celebrazioni religiose presso la chiesetta omonima.
- Festa patronale della Madonna del Pozzo, patrona di Capurso, ultima domenica di agosto.
- Fiera dell'Ottava della festa patronale della Madonna del Pozzo, prima domenica di settembre.
- Fiaccolata in onore di San Francesco D'Assisi, 4 ottobre.
- La Fanoj dell'Immacolata, 7 e 8 dicembre, accensione del grande falò, coronato da una serie di eventi per le vie della città vecchia.
- Percorso dei Presepi, dal 7 dicembre al 6 gennaio, nelle chiesette del borgo antico.
- Processione di Santa Lucia, 13 dicembre.

## Economia
Le risorse economiche della cittadina sono basate essenzialmente sull'agricoltura, sull'artigianato, sul commercio e sulla piccola industria. 
Una parte è riservata al turismo religioso, in piena espansione, per via del culto della Madonna del Pozzo che porta a Capurso pellegrini e visitatori provenienti da tutta Italia e dall'estero.

## Infrastrutture e trasporti
La principale infrastruttura stradale di Capurso è la strada statale 100: lo svincolo detto di Capurso porta al centro cittadino, quello della strada comunale Marrone serve la zona industriale.
La stazione di Capurso sorge lungo la linea Bari-Taranto gestita dalle Ferrovie del Sud Est.
La mobilità extraurbana è garantita dalla rete di autobus delle Ferrovie del Sud Est di carattere regionale.

## Amministrazione
Di seguito è presentata una tabella relativa alle amministrazioni che si sono succedute in questo comune.
| Periodo         | Periodo         | Primo cittadino     | Partito                              | Carica                  | Note   |
| --------------- | --------------- | ------------------- | ------------------------------------ | ----------------------- | ------ |
| 30 luglio 1988  | 30 ottobre 1990 | Angelo Boezio       | Democrazia Cristiana                 | Sindaco                 | [ 15 ] |
| 30 ottobre 1990 | 7 giugno 1993   | Michelangelo Guerra | Democrazia Cristiana                 | Sindaco                 | [ 15 ] |
| 7 giugno 1993   | 2 marzo 1996    | Michelangelo Guerra | Democrazia Cristiana                 | Sindaco                 | [ 15 ] |
| 26 giugno 1996  | 17 aprile 2000  | Vito Scavelli       | Coalizione civica di centro-sinistra | Sindaco                 | [ 15 ] |
| 17 aprile 2000  | 5 aprile 2005   | Vito Scavelli       | Coalizione civica di centro-sinistra | Sindaco                 | [ 15 ] |
| 5 aprile 2005   | 28 agosto 2009  | Giuseppe De Natale  | Coalizione civica di centro-sinistra | Sindaco                 | [ 15 ] |
| 30 marzo 2010   | 15 giugno 2015  | Francesco Crudele   | Coalizione civica di centro-destra   | Sindaco                 | [ 15 ] |
| 15 giugno 2015  | 14 agosto 2020  | Francesco Crudele   | Coalizione civica                    | Sindaco                 | [ 15 ] |
| 14 agosto 2020  | 8 ottobre 2020  | Rita Guida          |                                      | Commissario prefettizio | [ 15 ] |
| 7 ottobre 2020  | In carica       | Michele Laricchia   | Italia in Comune (Coalizione civica) | Sindaco                 | [ 15 ] |

### Gemellaggi
- Schiller Park, dal 1994

## Sport
In città si praticano diverse discipline sportive, alcune anche di recentissima promozione, come l'orienteering ed il crossfit.
Negli sport di squadra, sono praticati vari sport a livello agonistico.

### Calcio
Il calcio, la cui principale squadra è l'A.S.D. Football Club Capurso che milita nel girone A di Promozione. In terza categoria c'è invece la vecchia squadra del Capurso che milita nel girone A di Terza categoria. La ormai defunta A.S.D Capurso ha partecipato a livello giovanile con gli allievi (95-96) al prestigioso torneo Gaetano Scirea giocando contro Juve, Bari e Roma non sfigurando in nessuna delle tre partite. Nel giro di 4 anni gli stessi giocatori hanno vinto un campionato giovanissimi provinciale e uno allievi provinciale.

### Pallavolo
Il volley femminile e maschile con la Polisportiva Orsa Capurso, presente dal 1981 e che, proseguendo la tradizione pallavolistica capursese che fu della Libertas Capurso, disputa campionati regionali ed attualmente in serie C femminile con la denominazione Cuti Volley oltre a tanti campionati federali del settore giovanile e promozionale (minivolley).

### Futsal
Il calcio a 5 con l'A.S.D. Futsal Capurso che dal 2009, ha in pochi anni ottenuto risultati eccezionali con atleti indigeni, disputando nell'ultima stagione, il torneo regionale di serie C1; la Futsal Capurso ha conquistato il primo trofeo FIGC della storia dello sport capursese, vale a dire la Coppa Italia di serie C1 pugliese, battendo nella serata del 21 dicembre 2011 presso il palasport di Ruvo di Puglia il Fovea Foggia con il risultato di 2-1, ottenendo di la qualificazione alle fasi nazionali.

### Pallacanestro
La pallacanestro con un'apposita sezione della Polisportiva Orsa Capurso fondata nel 2015 e denominata Black Bears Basket che attualmente annovera un nutrito gruppo di giovanissimi atleti dai 7 ai 17 anni ed una squadra senior che disputa il campionato di Divisione Regionale 2 (DR2).

### Pesistica
La pesistica capursese, che si afferma con il nome di A.S.D. Pesistica Capurso fondata nel 2015 dall'attuale allenatore, ha in pochissimi anni ricevuto prestigiosi premi, come ad esempio il primo posto come squadra "under 17" a livello nazionale nel 2017, la sua sede è situata nella palestra L'officina del fisico.

### Rugby
Nel 2018 è nata la società Bears Rugby Capurso principalmente attiva nel settore seniores femminile, con cui ha vinto una Coppa Italia, e anche nelle categorie giovanili.

### Impianti sportivi
Tutti gli sport di squadra disputano i propri incontri casalinghi presso gli impianti comunali del Centro Sportivo Polivalente di via Cellamare: 
- lo Stadio Comunale che ospita gli incontri di calcio e rugby;
- il tensostatico "Rosario Livatino" più conosciuto come PalaLivatino che ospita gli incontri di volley, basket e futsal.